# سوحوسترل
سوحوسترل (به بلغاری: Suhostrel) روستایی در بلغارستان است که در استان بلاگووگراد واقع شده‌است.